# Dolly Dawn
Pour les articles homonymes, voir Dawn.
Dolly Dawn, nom de scène de Theresa Maria Stabile, née à Newark le 3 février 1916 et morte à Englewood le 11 décembre 2002, est une chanteuse américaine.